# Последняя реликвия
«Последняя реликвия» (эст. Viimne reliikvia) — советский историко-приключенческий художественный фильм производства киностудии «Таллинфильм». Снят по мотивам романа эстонского писателя Эдуарда Борнхёэ «Князь Гавриил, или Последние дни монастыря Бригитты» (1893). Лидер проката (1971 год, 2-е место) — 44,9 млн зрителей. В ряде источников считается, что этот фильм посмотрело наибольшее количество зрителей среди всех фильмов, снятых на киностудиях Прибалтики во времена СССР.

## Сюжет
Лифляндия, XVI век. В одном из аристократических домов умирает старый рыцарь Рисбитер. Перед смертью он завещает сыну ларец  — святую реликвию. Духовные пастыри ближайшего монастыря бригитток не прочь завладеть этой святыней. Молодой Рисбитер, сражённый красотой Агнес фон Мённикхузен, племянницы аббатисы, заявляет, что  ему явилась святая Бригитта, которая повелела передать реликвию монастырю после заключения брака с Агнес. Тётка одобряет этот план. Во время конной прогулки в лесу готовящиеся к помолвке Рисбитер и Агнес встречают «вольного человека» Габриэля, который с первого взгляда влюбляется в Агнес. Вечером на имение Рисбитера нападают повстанцы и срывают церемонию обручения. Внезапно появившийся Габриэль спасает Агнес и сопровождает её на пути домой в Таллин.
Брат Иоганнес, главный советник аббатисы,  направляет на поиски пропавшей девушки четырёх монахов, которые с помощью голубиной почты сообщают обо всех перемещениях беглянки. Во время совместного путешествия Агнес отвечает Габриэлю взаимностью. Идиллию нарушает вмешательство разбойников. Их главарь Иво Шенкенберг похищает Агнес и расправляется с Габриэлем, но девушке удаётся бежать и вернуться к тётке в монастырь. Случайно спасшийся Габриэль в сопровождении друга Сийма пытается найти Агнес. С помощью молодой монахини Урсулы он отрывается от начавшейся погони. Иоганнес заманивает приехавшего в монастырь Габриеля в смертельную каменную ловушку. Выбраться и бежать ему помогает Урсула, которая сообщает Сийму, что Габриэль спасён и ждёт его в Таллине.
Иоганнес осуществляет коварный план, в результате которого Иво, претендующий на руку и сердце Агнес, убивает Рисбитера, похищает реликвию и привозит её в монастырь. Но вместо обещанной свадьбы Иво также попадает в каменную ловушку. Аббатиса истязает Агнес, склоняя её к  пострижению в монахини.  В это время повстанцы собираются разгромить монастырь. Приехавший в Таллин Габриэль узнаёт о том, что его возлюбленную якобы выдают замуж. Он спешно возвращается в монастырь, где в схватке убивает выбравшегося из ловушки Иво.  Затем Габриэль прерывает уже начавшуюся насильственную процедуру пострига, уводит Агнес, отбивается от вооружённого отряда и помогает повстанцам ворваться в монастырь. Брат Иоганнес узнаёт об уничтожении реликвии повстанцами и уходит через подземный ход. Повстанцы покидают разгромленный и подожжённый монастырь. Вместе с ними едут счастливые Агнес, Габриэль и Сийм со своей новой подругой Урсулой.
Отличия от романа:
- В книге действие происходит в годы Ливонской войны 1558—1583 годов, а главный герой Габриэль (Гавриил) является внебрачным сыном некоего скрывавшегося в Лифляндии от опричного террора русского князя. Став русским военачальником, Гавриил тайно разыскивает своего отца на территории, контролируемой шведами. Авторы сценария не стали посвящать зрителя в историю происхождения главного героя, но полностью не отказались от неё, поскольку как и в книге, так и в фильме Габриэль является сводным братом эстонского рыцаря Иво Шенкенберга (реального исторического лица, упоминаемого хронистом Бальтазаром Руссовым[2], предводителя партизанского отряда, захваченного в плен русскими и казнённого в 1578 году в Пскове перед Иваном Грозным[3]). В фильме не рассказали, как Габриэль и Иво стали братьями, а в романе отец Иво Петер Шенкенберг «взял маленького Гавриила себе в приёмыши и по-отечески о нём заботился»[4]. Братья оказываются в разных лагерях: Габриэль примыкает к восставшим крестьянам, а Иво становится предводителем отряда «вольных людей» (полунаёмников-полубандитов).
- В книге Агнес должна была выйти замуж за Ханса фон Рисбитера по воле своего отца, рыцаря фон Мённикхузена. История с реликвией полностью выдумана авторами фильма. В монастырь к тётке её отправляют после того, как во время венчания с Рисбитером она ответила "Нет" на вопрос священника. В фильме же Агнес с самого начала находилась в монастыре на попечении тётки, а её отец в фильме нигде не фигурирует.
- Сийм, в книге являвшийся эпизодическим и малозначительным персонажем, злобным и трусоватым разбойником, в фильме становится важным действующим лицом и приобретает положительные черты лучшего друга и помощника Габриэля.
- В фильме Ханс фон Рисбитер погибает.
- В финале романа Габриэль увозит Агнес в Москву, где они обвенчались. В фильме их дальнейшая судьба остаётся неизвестной.

## В ролях
- Александр Голобородько — Габриэль (в эстонской версии озвучил Мати Клоорен[эст.])
- Ингрида Андриня — Агнес фон Мённикхузен (в русской версии озвучила Галина Комарова, в эстонской  — Маре Гаршнек)
- Райво Трасс — Ханс фон Рисбитер (в русской версии озвучил Олег Голубицкий)
- Эльза Радзиня — аббатиса (в русской версии озвучила Нина Никитина, в эстонской — Айно Тальви)
- Ролан Быков — брат Иоганнес (в эстонской версии озвучил Юри Ярвет)
- Эве Киви — Урсула (в русской версии озвучила Элла Некрасова)
- Улдис Ваздикс — Сийм (в эстонской версии озвучил Аксель Орав[эст.], в русской — Эдуард Бредун)
- Пеэтер Якоби[эст.] — Иво Шенкенберг (в русской версии озвучил Юрий Боголюбов, в эстонской — Олев Эскола)
- Карл Калкун[эст.] — главарь мятежников (в русской версии озвучил Николай Граббе)
- Юри Уппин — Дельвиг
- Антс Лаутер — старик
- Гули Хамраева  — наложница Иво Шенкенберга
- Катрин Карисма-Крумм  — служанка в доме Ханса фон Рисбитера (в титрах не указана)
- Вийви Диксон — женщина с лютней в таверне «Хромая лягушка»
- Валдеко Ратассепп — Йохан фон Рисбитер
- Калью Комиссаров — монах
- Хуго Лаур — монах
- Ганс Калдоя — монах
- Айн Юриссон — монах
- Феликс Карк — разбойник
- Пяэрн Хинт — разбойник
- Вальдо Труве — разбойник
- Серго Рахомяги — разбойник
- Александер Вилипере — мальчик, играющий на барабане

## Съёмочная группа
- Авторы сценария: Арво Валтон, Леннарт Мери, Эдуард Борнхёэ
- Режиссёр: Григорий Кроманов
- Оператор: Юри Гаршнек
- Художник: Рейн Раамат
- Композиторы: Уно Найссоо, Тыну Найссоо[эст.]
- Комбинированные съёмки: Борис Арецкий (оператор), Людмила Александровская (художник)
- Монтаж: Вирве Лаэв
- Фехтование: Андрей Олеванов
- Конные трюки: Пётр Тимофеев
- Инструктор по самбо: Андрес Лутсар
- Консультант: Наталия Мей
- Директор картины: Раймунд Фельт

## Создание фильма

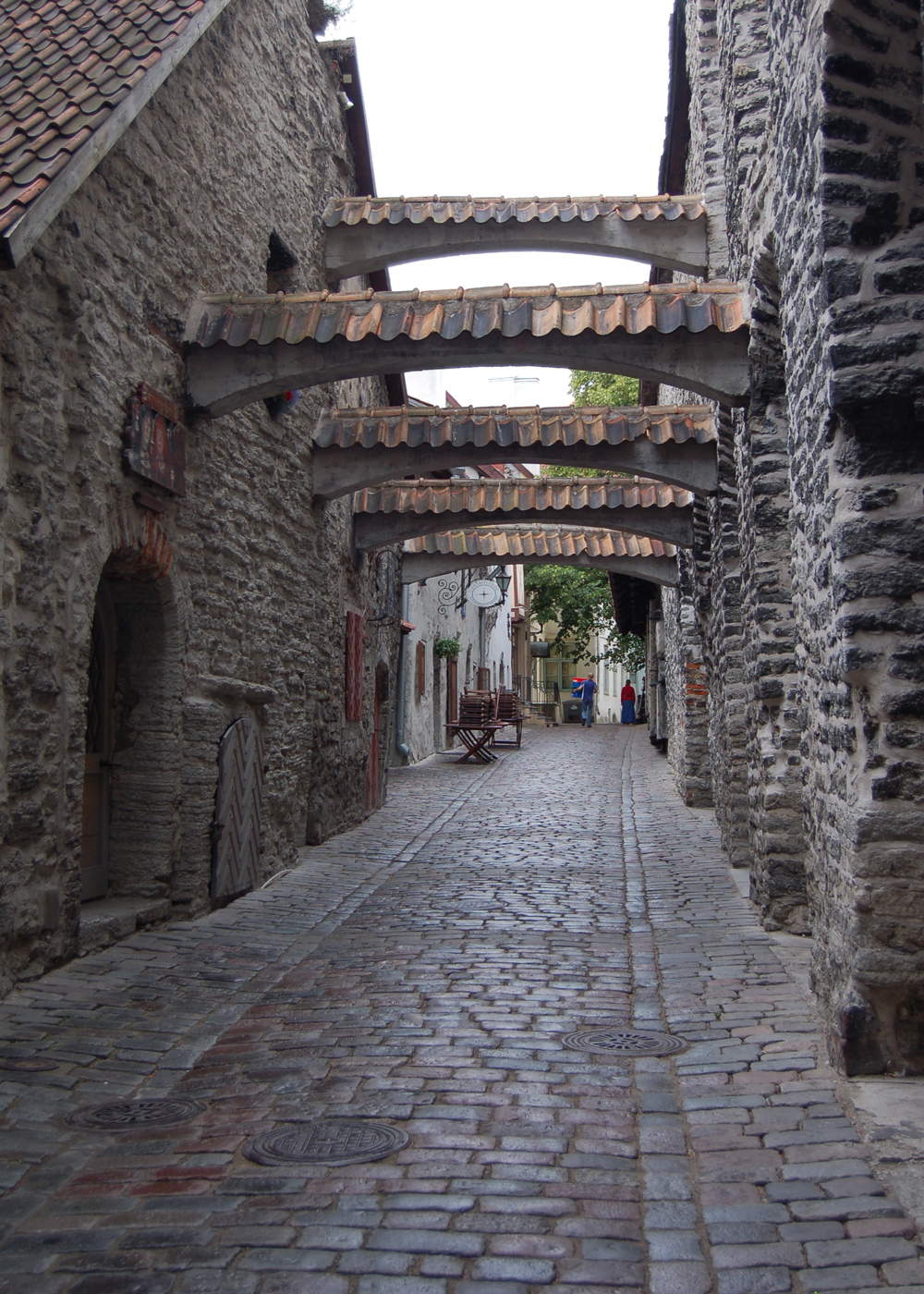
Улица Катарийна-Кяйк в Таллине. В фильме здание слева было корчмой «Хромая лягушка».

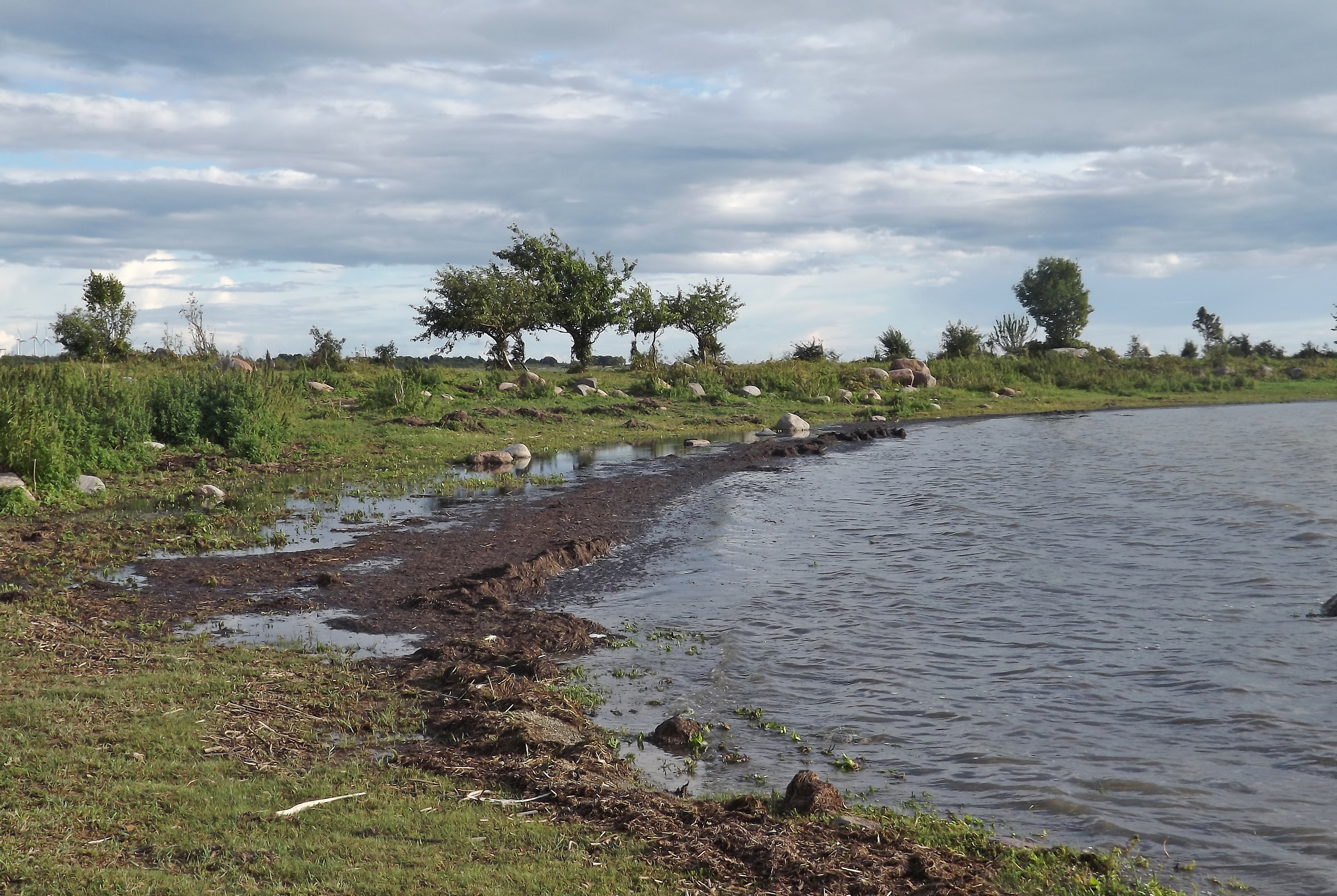
Морской берег возле деревни Кукеранна.

Домакетка декорации монастыря.

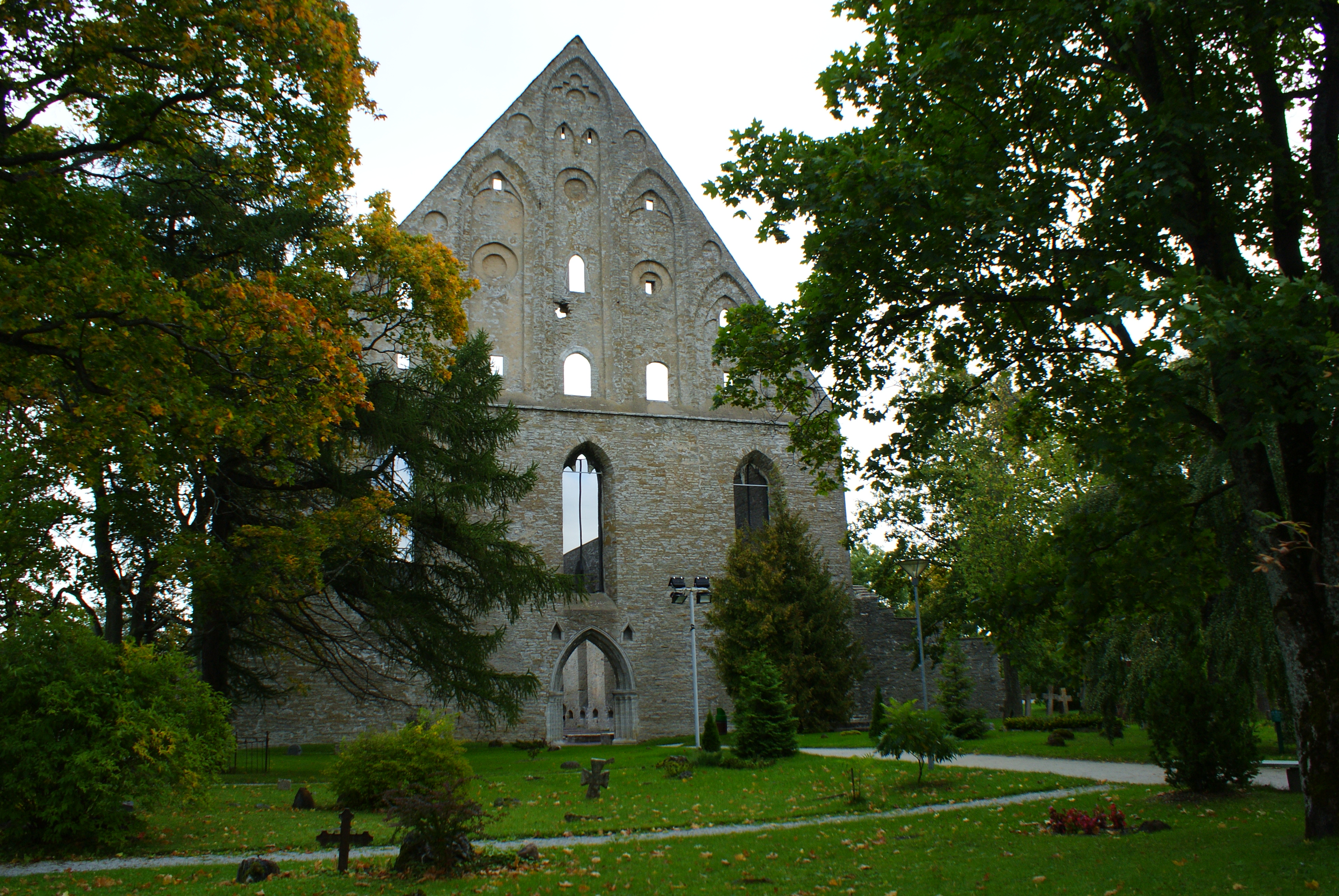
Церковь монастыря Святой Бригитты в Таллине, дизайн которой был использован в домакетке декорации.

Актёры Ролан Быков (брат Иоганнес) и Юозас Будрайтис (Иво Шенкенберг).

Съёмки фильма проходили в основном в Эстонии, а также в Латвии.
Список основных локаций:
- Катарийна-Кяйк
- Церковь Святого Николая
- Замок Аренсбург
- Доминиканский монастырь
- Кукеранна[эст.]
- Таэваскода[5][6]
- Водяная мельница Оттена[6]
- Река Гауя

Кадры на фоне монастырских строений были отсняты в районе деревни Кукеранна. Здесь на пустынном берегу Балтийского моря были возведены декорации проездной башни с подъёмным мостом, двором, колодцем, фрагментами зданий и оборонительной стены. В облицовке декораций использовался пенопласт. Для съёмок общих планов на фоне всего монастыря был применён метод домакетки: сравнительно небольшой трёхмерный макет башен, стен, строений и церкви был размещён вблизи точки съёмки на высоте около 3-х метров на деревянных стойках, замаскированных декорацией поклонного креста и кустами можжевельника. При создании макета был использован дизайн церкви монастыря Святой Бригитты в Таллине.
Фильм был озвучен на киностудии «Мосфильм» (на русском языке) и на киностудии «Таллинфильм» (на эстонском языке). Авторами текстов песен были Пауль-Ээрик Руммо (на эстонском языке) и Светлан Семененко (на русском языке). Вокальные партии исполнили Георг Отс (русская версия), Пеэтер Тоома (эстонская версия) и Карел Чернох (чешская версия).
Исполнитель роли Габриэля актёр Александр Голобородько, будучи разносторонним спортсменом и мастером спорта по фехтованию, все сложные трюки в фильме выполнял сам. На роль Иво Шенкенберга был утверждён и начал сниматься актёр Юозас Будрайтис. В начале съёмок при падении с лошади он получил серьёзную травму, в результате чего роль Иво была отдана Пеэтеру Якоби. В фильме Будрайтиса можно видеть со спины в кадре, где его герой проваливается в люк-ловушку.
На создание фильма было потрачено 725 766 рублей (при среднем бюджете советских односерийных фильмов того времени в 400 тысяч рублей).

## Прокат
Премьера фильма состоялась 23 марта 1970 года.  Он стал одним из лидеров проката в СССР (1971 год — 44,9 млн зрителей, 2-е место) и абсолютным лидером по количеству зрителей среди всех фильмов, снятых на киностудиях Советской Прибалтики. Фильм был показан более чем в 80 странах. Он не был допущен к прокату в традиционно католических странах Латинской Америки и Италии.

## Память
После выхода фильма в Эстонии выпустили новые спиртные напитки:  аперитив «Agnes» (25-градусный яблочный бренди с полынью и миндалём) и ликёр «Gabriel» (45-градусная настойка с чёрным перцем и мятой).

## Реставрация
В начале 2000-х было инициировано восстановление фильма. Цифровая реставрация изображения была выполнена финской компанией «Digital Film Finland», звука — эстонской компанией «Film Audio». Премьера обновлённой «Последней реликвии» — первого эстонского фильма, отреставрированного в цифровом формате — состоялась 15 марта 2002 года в кинотеатре Coca-Cola Plaza в Таллине.